# Šmidt (vulcano)
Lo Šmidt (in russo вулкан Шмидта?, vulcan Šmidta) è un vulcano a scudo situato nella parte orientale della Kamčatka, in Russia. 

## Descrizione
Lo Šmidt' si trova a nord-est del vulcano Kronockij, tra quest'ultimo e il Gamčen. Ha un'altezza di 2020 m, è fortemente eroso e risale al medio-tardo Pleistocene. Ha avuto una massiccia eruzione (VEI 4) più di 12 000 anni fa. La sua composizione comprende lava di basalto piroclastico.